# Franco Ongarato
Franco Ongarato (Padova, 29 maggio 1949) è un ex ciclista su strada italiano.

## Carriera
Nato nel 1949 a Padova, è zio di altri due ciclisti: Alberto e Rodolfo Ongarato, il primo professionista dal 1998 al 2011, il secondo dal 1998 al 2000.
Da dilettante ha ottenuto diverse vittorie ad inizio anni '70, tra le quali due tappe al Tour de Bulgarie, e poi, con la S.C. Pedale Ravennate, una alla Corsa della Pace, una al Giro d'Italia dilettanti, una al Gran Prix de l'Avenir e un Giro del Belvedere.
A 23 anni ha partecipato ai Giochi olimpici di Monaco di Baviera 1972, nella corsa in linea, non riuscendo ad arrivare al traguardo.
Nel 1973, a 24 anni, è passato professionista con la Dreherforte, prendendo parte al Giro d'Italia, arrivando 113º (ultimo tra quelli arrivati all'ultima tappa a Trieste), e alla Milano-Sanremo, piazzandosi 8º.
Ha chiuso la carriera nel 1974, a 25 anni, dopo una stagione alla Filcas, a seguito di un infortunio, fuori dall'attività ciclistica, che gli ha causato la rottura di due vertebre.

## Palmarès
- 1969 (dilettanti)

G.P. Omnibus
Trofeo Mauro Pizzoli
- 1970 (dilettanti)

5ª tappa Tour de Bulgarie (Razgrad > Dobrič)
6ª tappa Tour de Bulgarie (Varna > Burgas)
- 1971 (dilettanti)

1ª tappa Corsa della Pace (Varsavia > Varsavia)
- 1972 (dilettanti)

Giro del Belvedere
8ª tappa Giro d'Italia dilettanti
6ª tappa Gran Prix de l'Avenir (Tournus > Les Rousses)

## Piazzamenti

### Grandi Giri
- Giro d'Italia

1973: 113º

### Classiche monumento
- Milano-Sanremo

1973: 8º

### Competizioni mondiali
- Giochi olimpici

Monaco di Baviera 1972 - In linea: ritirato